# Coronel Fabriciano
Coronel Fabriciano, amtlich portugiesisch Município de Coronel Fabriciano, ist eine Stadt in der Metropolregion Vale do Aço (Tal des Stahls) im brasilianischen Bundesstaat Minas Gerais. Sie ist 13 km von Ipatinga und 198 km von der Hauptstadt Belo Horizonte entfernt.
Im 2020 lebten geschätzt 110.290 Menschen, Fabricianenser genannt, auf einer Fläche von rund 221,3 km². Coronel Fabriciano liegt im Gebiet der Serra dos Cocais. Die Kirche Igreja Matriz de São Sebastião ist ein bedeutendes historisches Gebäude der Stadt.

## Geschichte
Aus Leopoldina zog um 1800 Francisco Rodrigues Franco hierher. Er ließ sich in dieser unbewohnten Gegend nieder und gilt heute als Stadtgründer und erster Bewohner des Ortes. Im Verlauf des 19. Jahrhunderts zogen einige weitere Familien in die Gegend und gründeten Farmen. Es entwickelten sich erste Siedlungsstrukturen.
1922 wurde der Bau der Eisenbahnstrecke Estrada de Ferro Vitória-Minas (EFVM) wieder aufgenommen, nachdem er auf Grund des ausgebrochenen Ersten Weltkrieges 1914 unterbrochen worden war. 1929 errichteten die Bauarbeiter hier eine erste Kirche. 1936 ließ sich das Stahlunternehmen Companhia Siderúrgica Belgo Mineira in Calado nieder, das seit 1933 als Sitz der Kreisverwaltung fungierte, um Holz zu schlagen und hier fortan Holzkohle zu produzieren, für die Hochofenanlage in João Monlevade. In der Folge wuchs der Ort und erhielt eine Vielzahl neuer Straßen und ein Krankenhaus, insbesondere um der Gelbfieberepidemie zu begegnen. Mit der nahen Ansiedlung der Stahlunternehmens Companhia de Aços Especiais Itabira (Acesita) erhielt der Ort einen weiteren bedeutenden Wachstumsimpuls.
Am 27. Dezember 1948 unterschrieb Milton Campos, damaliger Gouverneur von Minas Gerais, die Gründungsurkunde des Kreises Coronel Fabriciano. Am 1. Januar wurde die Kreisverwaltung eingerichtet, als tatsächliches Gründungsdatum wurde der 20. Januar 1949 vermerkt. Am 15. März 1949 trat erstmals die nunmehr komplett formierte Stadtverwaltung zusammen, Bürgermeister (Prefeito) wurde Dr. Rubem Siqueira Maia. Nachdem bisher nur eine Grundschule am Ort existierte, wurde 1950 mit dem Colégio Angélica eine erste weiterführende Schule durch das Erzbistum Mariana eingerichtet. 1972 wurde die Hochschule Universidade do Trabalho eingerichtet, das heutige Centro Universitário Católica do Leste de Minas Gerais (Unileste).

## Verkehr
Der Bau der Eisenbahnstrecke Estrada de Ferro Vitória-Minas (EFVM), von Vitória kommend, wurde bei Ausbruch des Ersten Weltkriegs 1914 eingestellt und erst 1922 wiederaufgenommen. Die seit Ende der 1920er Jahre funktionierende Strecke trug maßgeblich zur industriellen Entwicklung der Region bei. Am 29. Januar 1979 fuhr der letzte Personenzug durch Coronal Fabriciano, die Eisenbahnstrecke wurde danach für den Personenverkehr geschlossen. Seither hat der private Fernbusverkehr diese Funktion vollständig übernommen.
Die Rodovia Fernão Dias ist als BR-381 die wichtigste Verbindungsstraße der Stadt. Sie führt als Avenida Presidente Tancredo de Almeida Neves auch durch das Ortszentrum.

## Sportvereine

### Fußball
- Social Futebol Clube
- Fabriciano Futebol Clube

### Automobilsport
- Jipe Clube Vale do Aço

## Söhne und Töchter der Stadt
- Márcio Rezende de Freitas (* 1960), Fußballschiedsrichter
- Rafael (* 1989), Fußballspieler